# Tamara Clark
Tamara Clark (* 9. Januar 1999 in High Point, North Carolina) ist eine US-amerikanische Leichtathletin, die sich auf den Sprint spezialisiert hat. 2023 wurde sie mit der US-amerikanischen 4-mal-100-Meter-Staffel in Budapest Weltmeisterin.

## Sportliche Laufbahn
Tamara Clark besuchte von 2017 bis 2021 die University of Alabama und sammelte 2018 erste Erfahrungen bei internationalen Meisterschaften, als sie bei den U20-Weltmeisterschaften in Tampere mit der US-amerikanischen 4-mal-100-Meter-Staffel im Vorlauf disqualifiziert wurde. 2021 wurde sie bei den Anniversary Games in Gateshead in 22,62 s Dritte im 200-Meter-Lauf und im Jahr darauf startete sie über diese Distanz bei den Weltmeisterschaften in Eugene und belegte dort in 22,32 s im Finale den sechsten Platz. Im Jahr darauf kam sie bei den Weltmeisterschaften in Budapest mit der Staffel im Vorlauf zum Einsatz und trug damit zum Gewinn der Goldmedaille durch die US-Mannschaft bei.

## Persönliche Bestzeiten
- 100 Meter: 10,88 s (+0,5 m/s), 24. Juni 2022 in Eugene
  - 60 Meter (Halle): 7,18 s, 12. März 2021 in Fayetteville
- 200 Meter: 21,92 s (−0,3 m/s), 26. Juni 2022 in Eugene
  - 200 Meter (Halle): 22,45 s, 13. März 2021 in Fayetteville